# Pilar Lorengar
Lorenza Pilar Garcia Seta (Saragossa, 16 januari 1928 - Berlijn, 2 juni 1996) was een Spaanse sopraan die als artiestennaam Pilar Lorengar gebruikte. Ze zong voornamelijk opera en zarzuela's, en stond bekend om haar volle register, jeugdige timbre en een kenmerkend vibrato.
Pilar werd geboren in het district El Gancho van Saragossa. Op zeer jonge leeftijd deed ze mee aan een radioprogramma genaamd Ondas Infantiles, georganiseerd door Radio Saragossa. Ze begon met formele muzieklessen toen ze veertien was o.l.v. Margarita Martínez. Ze verhuisde naar Barcelona om te gaan studeren aan het conservatorium aldaar. Om haar lessen te kunnen betalen begon ze in verschillende zalen op te treden onder de naam Loren Arce. In Madrid studeerde ze onder de lyrische sopraan Ángeles Otein, en in West-Berlijn studeerde ze met Carl Ebert en mezzosopraan Hertha Klust, lerares van Dietrich Fischer-Dieskau.
Omstreeks 1949 voegde ze zich bij het koor van het Teatro de la Zarzuela. Haar professionele debuut maakte zij in 1950 in Oran, Algerije. Haar Spaanse debuut maakte ze in 1951 in de zarzuela El canastillo de fresas (Het mandje met aardbeien). In 1952 zong ze de sopraanpartij in Beethoven Negende symfonie, en in Brahms' Ein deutsches Requiem.
Haar internationale carrière ging van start in 1955 bij het Festival International d'Art Lyrique in Aix-en-Provence, waar ze Cherubino in Mozarts Le nozze di Figaro zong. Daarna zong ze in Londen, Glyndebourne en Buenos Aires. In 1958 tekende ze een contract bij de Deutsche Oper in Berlijn, een relatie die dertig jaar zou duren. In 1963 ontving ze van de Duitse senaat de titel Kammersängerin.
In 1961 trad ze voor het eerst op bij de Salzburger Festspiele als Ilia in Idomeneo. Bij de opera van San Francisco zong ze dat jaar ook Desdemona in Verdi's Otello, Violetta in La Traviata bij de Deutsche Oper, en Donna Elvira in Mozarts Don Giovanni aan de Metropolitan Opera in New York. gedurende carrière trad ze veelvuldig in Madrid, Brussel, La Scala in Milaan, Liceu in Barcelona, de Weense Staatsopera, Parijs en Tokio.
Haar duetalbum dat ze in 1985 opnam met Plácido Domingo bracht haar weer terug bij de zarzuela. Haar laatste triomf was als Valentine in Meyerbeers Les Huguenots.
In 1991 kende de Principe de Asturias Stichting de Arts Award toe aan "Generatie van Spaanse lyrische zangers (Victoria de los Ángeles, Teresa Berganza, Montserrat Caballé, Plácido Domingo, José Carreras, Alfredo Kraus en Pilar Lorengar). Daarna kondigde ze haar pensioen aan, en gaf haar laatste concert aan het Campoamor Theatro in Oviedo, Asturias. In 1994 kreeg ze de "Orde van Verdienste" van de staat Berlijn.
Pilar Lorengar stierf aan kanker in Berlijn, waar ze woonde met haar echtgenoot, dr. Jürgen Schaff. In Saragossa werd de Vrije Hogeschool voor de Mediakunsten naar haar vernoemd: I.E.S. Pilar Lorengar.
- Biblioteca Nacional de España: XX848694
- Bibliothèque nationale de France: cb13896789s (data)
- Catàleg d'autoritats de noms i títols de Catalunya: 981058509704406706
- CiNii: DA0838062X
- Gemeinsame Normdatei: 118729047
- International Standard Name Identifier: 0000 0001 2022 4827
- Library of Congress Control Number: n81082520
- Nationale Bibliotheek van Letland: 000185333
- MusicBrainz: 98b4bef4-d04c-4eca-9f7e-592f6c13dff7
- Nationale Bibliotheek van Tsjechië: xx0135730
- Nationale bibliotheek van Australië: 36549037
- Nationale Bibliotheek van Israël: 987007277606405171
- Nationale Bibliotheek van Polen: a0000002801654
- Nederlandse Thesaurus van Auteursnamen: 072135387
- LIBRIS: 278327
- SNAC: w6b57fwb
- Système universitaire de documentation: 077720903
- Trove: 1286296
- Virtual International Authority File: 24582846
- WorldCat: E39PBJtrRR6RHT3Gpw4tc8khpP